# Едмунд Блаурок
Едмунд Блаурок (нім. Edmund Blaurock; 12 жовтня 1899, Нюрнберг — 25 січня 1966, Нюрнберг) — німецький воєначальник, генерал-лейтенант вермахту. Кавалер Лицарського хреста Залізного хреста з дубовим листям.

## Біографія
Учасник Першої світової війни. Після демобілізації армії залишений в рейхсвері, служив в артилерії. Отримав підготовку офіцера Генштабу. З 12 жовтня 1937 року — командир батареї 27-го артилерійського полку. З 15 червня 1938 по 15 лютого 1941 року — 1-й офіцер Генштабу в штабу 8-ї дивізії, з 6 березня 1941 року — 9-ї армії. Учасник Польської і Французької кампаній. З 24 червня 1942 року — начальник штабу 43-го, з 1 листопада 1943 року — 28-го армійського корпусу, з 10 лютого по 1 березня 1944 року — армійської групи «Фріснер». З 3 травня по 8 липня 1944 року — командир 320-го полку 212-ї піхотної дивізії, з 15 липня 1944 року — корпусної групи «D», з 1 жовтня 1944 по 25 березня 1945 року — 56-ї піхотної дивізії, з 3 по 13 квітня 1945 року — піхотної дивізії «Ульріх фон Гуттен», з 19 квітня — 5-ї єгерської дивізії. 3 травня взятий в полон британськими військами. 17 травня 1948 року звільнений.

## Звання
- Фанен-юнкер (27 березня 1917)
- Фанен-юнкер-єфрейтор (11 жовтня 1917)
- Фанен-юнкер-унтерофіцер (15 березня 1918)
- Фенріх (13 червня 1918)
- Лейтенант (18 жовтня 1918)
- Оберлейтенант (31 липня 1925)
- Гауптман (1 червня 1933)
- Майор (2 жовтня 1936)
- Оберстлейтенант Генштабу (1 червня 1936)
- Оберст Генштабу (18 січня 1942)
- Генерал-майор (20 жовтня 1944)
- Генерал-лейтенант (17 квітня 1945)

## Нагороди
- Залізний хрест 2-го класу (26 серпня 1918)
- Нагрудний знак «За поранення» в чорному (29 липня 1924)
- Почесний хрест ветерана війни з мечами
- Медаль «За вислугу років у Вермахті» 4-го, 3-го і 2-го класу (18 років)
- Медаль «У пам'ять 13 березня 1938 року»
- Застібка до Залізного хреста 2-го класу (24 вересня 1939)
- Залізний хрест 1-го класу (24 жовтня 1939)
- Медаль «За зимову кампанію на Сході 1941/42» (15 червня 1942)
- Німецький хрест в золоті (4 червня 1944)
- Лицарський хрест Залізного хреста з дубовим листям
  - лицарський хрест (27 липня 1944)
  - дубове листя (№746; 19 лютого 1945)